# Židovské muzeum (Berlín)
Berlínské Židovské muzeum (Jüdisches Museum Berlin) patří k nejoblíbenějším ve městě a získalo též velkou reputaci v zahraničí. Základní kámen byl položen roku 1992, stavba byla dokončena roku 1999, kdy byla – ještě zcela bez exponátů – zprístupněna publiku; oficiální otevření následovalo 9. září 2001. Své veliké oblibě (a to zejména ještě jen jako stavba bez exponátů) vděčí muzeum zcela neobvyklé architektuře americko-židovského architekta Daniela Libeskinda.

## Technické informace
Muzeum se nachází ve staronovém centru Berlína, na třídě Lindenstrasse u Kollegienhausu (bývalá barokní pruská soudní budova). Je přístavbou Berlínského muzea (1734-35).
Adresa: Lindenstrasse 9-14, Berlín-Kreuzberg
Autor: Daniel Libeskind (Stefan Blach, David Hunter, Tarla MacGabhann, Noel McCauley, Claudia Reisenberger, Eric J. Schall, Solveig
Scheper, Iikka Tarkkanen)
Soutěž: 1988 - 1989
Realizace: 1993 – 1998

## Stavba

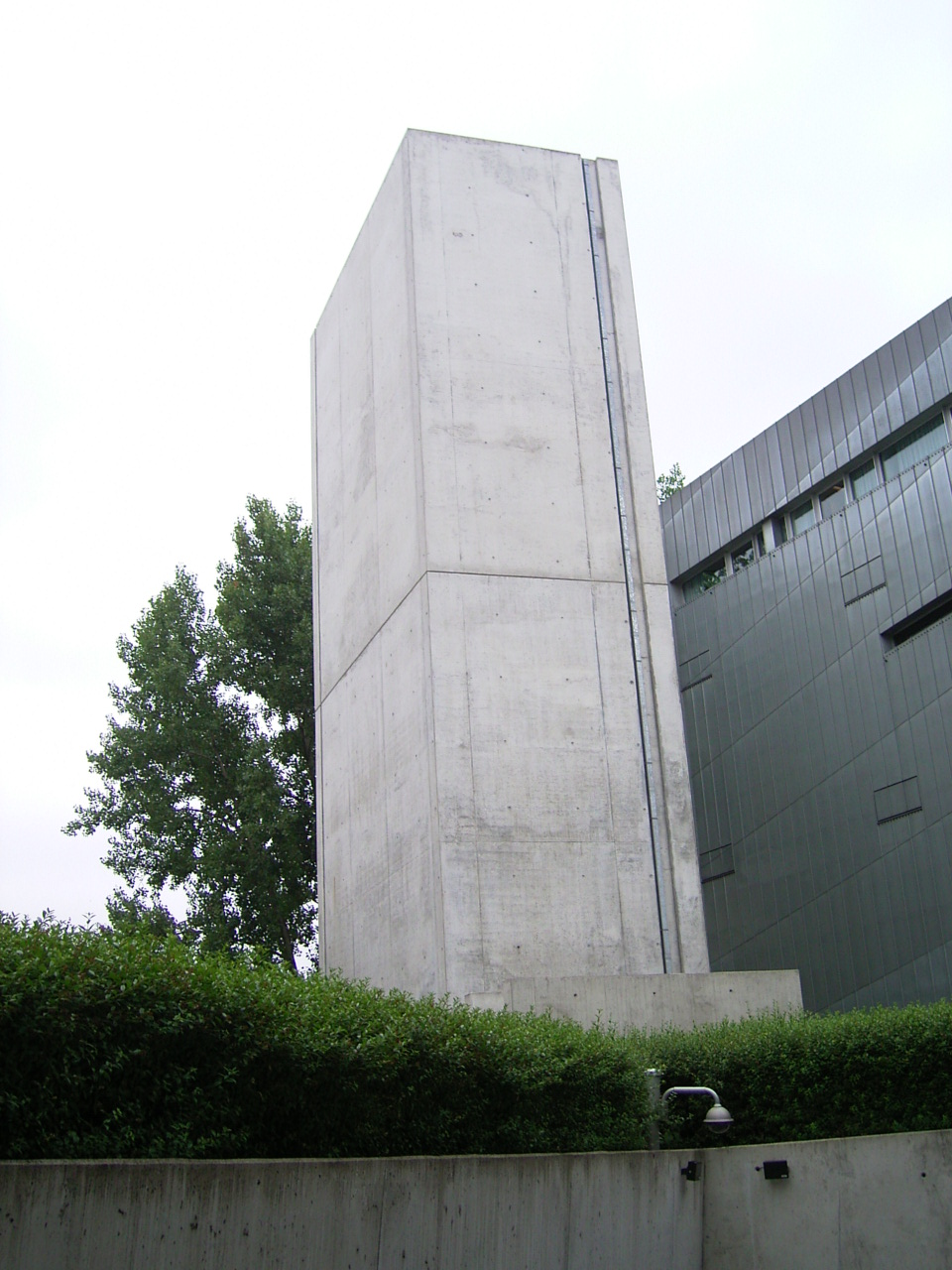
Věž holocaustu zvenčí

Židovské muzeum je jednou z budov, která neplní pouze svůj prioritní účel muzea, ale je založena na hlubokém myšlenkovém a duševním základě. Objekt se stává sám o sobě pomníkem. Symbolika čerpá z nejpohnutější kapitoly evropských dějin – genocidy židů za druhé světové války. Snaží se pochopit a zobrazit utrpení tisíců berlínských židů, zahynuvších v koncentračních táborech. Tyto uplynulé události poskytují městu, které se stává hlavním městem spojeného Německa, širokou emoční základnu pro budování stavby takovéhoto typu.
Půdorys připomíná rozložené fragmenty židovské hvězdy. Vnější fasáda je opláštěna kovem. Rozvržení okenních otvorů se řídí skladbou německého hudebníka židovského původu Arnolda Schönbergera, který již nestihl dokončit svou symfonii kvůli násilné deportaci do koncentračního tábora. Zajímavě je řešen vstup podzemím, vedoucím ze staré budovy Berlínského muzea.
Celá stavba svým významem značně přesahuje svůj účel. Návštěvník si zde sám, na základě svých pocitů, vytváří vlastní expozici. Volí si cestu, myšlenky, medituje nad osudy židů – Berlíňanů, kteří toho tolik dali svému městu po stránce intelektuální i ekonomické. Stává se protestem genocidy a násilí. V průběhu projektování bylo třeba přistoupit k mnoha kompromisům a výsledná stavba se od původní studie liší. Architekt Libeskind sám se o stavbě vyjádřil takto:
„Věřím, že projekt vtahuje architekturu do hledání odpovědí na otázky, které si klade celé lidstvo. Proto jsem se pokusil vytvořit novou architekturu pro dobu, která dokáže pochopit dějiny, bude nově chápat poslání muzeí a bude umět nově realizovat vztah mezi programem a architektonickým prostorem. Poloha tohoto muzea není motivována jen snahou splnit určité zadání, ale spíše symbolem naděje.“ 
Daniel Libeskind

## Interiér

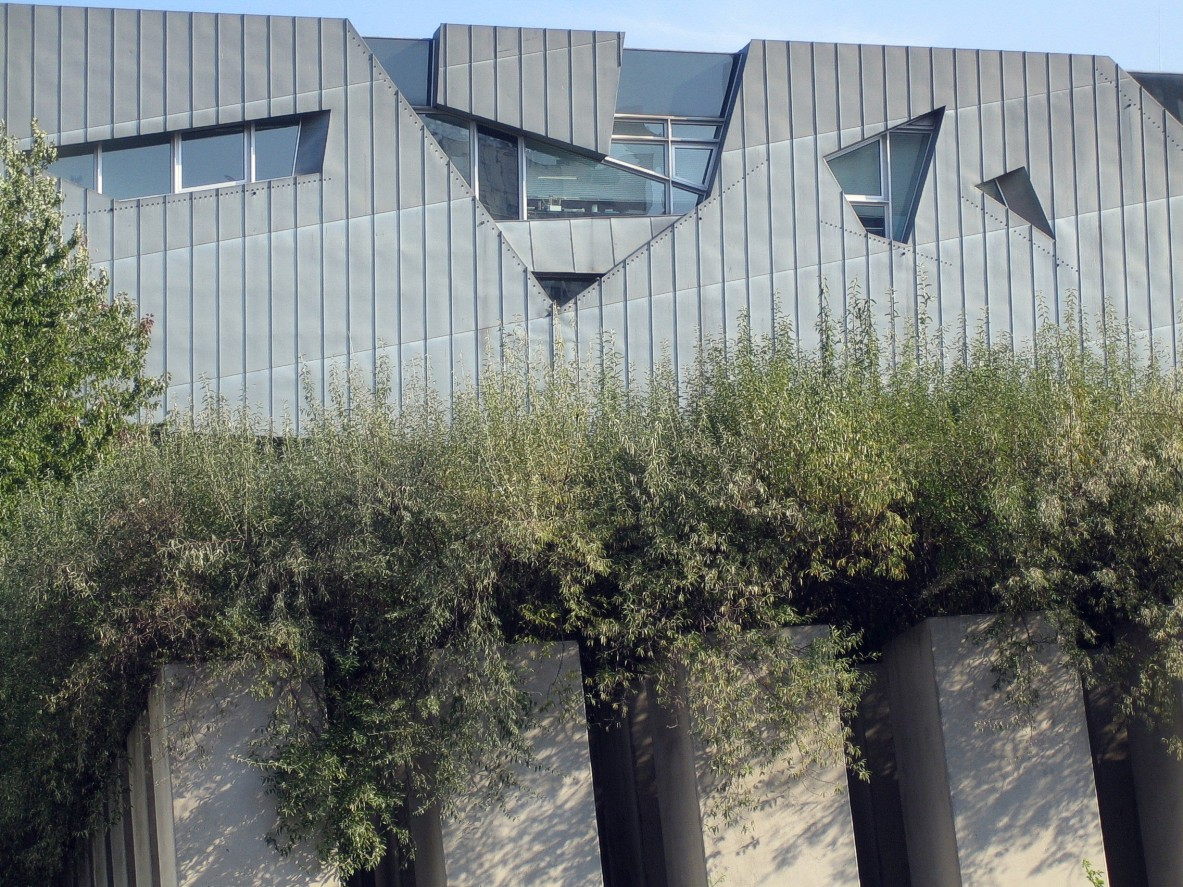
„Zahrada exilu“

Interiér stavby má navozovat pocit nicotnosti a rozpolcenosti, beznaděj víry trýzněných židů. V parteru je několik symbolicky abstraktních prvků, jako např. kolejnice, které naznačují deportaci. Vizuálně interiér působí velmi silně a blíží se svým charakterem sakrálnímu typu stavby. Světlo z exteriéru proudí úzkými okny – trhlinami v plášti budovy, protínající celá podlaží. Na nepravidelných stěnách se láme a vytváří zajímavé světelné efekty. Mnoho návštěvníků, kteří znají muzeum jak z doby po jeho otevření ještě bez výstav a exponátů tak i později často tvrdí, že všeobecný dojem z prázdného muzea, tedy pouze ze stavby, byl mnohem silnější.
Muzeum je přístupné pouze podzemní chodbou, která tuto budovu spojuje s barokní starostavbou z roku 1735. Po dosažení novostavby se návštěvník setkává s třemi tzv. osami: s osou kontinuity (vedoucí ke stálé výstavě), s osou exilu a s osou holocaustu.
Osa exilu vede do tzv. zahrady exilu vně muzea. Nachází se níže než okolní prostory a betonové zdi zabraňují pohledu na okolí. Nachází se zde 49 betonových sloupů (vysokých 6 m), symbolizujících rok založení Státu Izrael (1948), uprostřed stojící 49. sloup symbolizuje Berlín. Návštěvník zde má možnost získat dojmy o „exilu“ - zprvu pocit cizosti a také nejistoty, vznikající šikmým povrchem zahrady.
Osa holocaustu končí u věže holocaustu. Jedná se o tmavý, chladný a vysoký prostor, do kterého proniká denní světlo pouze úzkou škvírou na stropě. Většinou vyvolává pocity nejistoty, nemožnosti celek pochopit, mnohé deprimuje.
Na několika místech muzea se nacházejí prostory zvané „voids“ (prázdnota), které jsou naprosto prázdné, nejsou přístupné a je možno je nahlédnout pouze různými okny z chodem muzea. Mají upomínat na prázdnotu, kterou v Německu zanechal holocaust. Jedinou výjimkou je tzv. „memory void“ (prázdnota paměti), kde se nachází instalace „schalechet“ - „spadlé listí“, jejímž autorem je Menashe Kadishman. Jedná se o přibližně 10 000 obličejů, zhotovených ze železa a oceli, které mají upomínat na zavražděné Židy. Návštěvník se může rozhodnout do místnosti vstoupit a na obličeje šlapat; vznikají tak hlasité zvuky kdy se kov otírá o kov (čemuž není možno se vyhnout), podle úmyslu umělce se tak zavražděným vrací jejich hlas. Židovské muzeum v Berlíně. Vstup je zdarma, otevírací dobu a další informace pro návštěvníky najdete na webu ANOHA.